# Cebus aequatorialis
Cebus aequatorialis är en primat i släktet kapuciner som förekommer i nordvästra Sydamerika. Populationen listades en längre tid som underart till vitpannad kapucin (Cebus albifrons) och sedan 2010-talet godkänns den av flera zoologer som art.
Kroppslängden (huvud och bål) är 35 till 51 cm och därtill kommer en 40 till 50 cm lång svans. Honor är med en vikt av 1,2 till 2 kg lättare än hannar som väger 1,7 till 3,6 kg. Pälsen är främst krämfärgad till vitaktig och på huvudet förekommer en mörkbrun "luva". Dessutom har underarmarna, låren och svansen en rödbrun färg. Djuret har ofta ett rosa ansikte förutom en mörk linje från pannan ner mot näsan samt en mörk linje vid varje öga mot munnen.
Arten förekommer vid Stilla havet i Ecuador och i angränsande områden av Peru. Den lever i olika slags skogar och buskskogar.
Cebus aequatorialis bildar flockar med 5 till 20 medlemmar och med en hierarki för båda kön. Den äter frukter, insekter och vid människans odlingar även ärtväxter. Honor kan bli brunstiga under alla årstider.
Flera individer dödas när de försöker hämta sin föda från odlingsmark. Dessutom fångas unga exemplar för att hålla de som sällskapsdjur. Cebus aequatorialis jagas även för köttets skull. IUCN lister arten som akut hotad (CR).